# Ausweichregeln zwischen Luftfahrzeugen
Die Ausweichregeln zwischen Luftfahrzeugen definieren Vorschriften bei der Annäherung zweier Luftfahrzeuge mit Kollisionsgefahr. Diese legen fest, welcher der Beteiligten in welcher Situation Vorrang hat bzw. in welche Richtung er auszuweichen hat. Grundgedanke dabei ist, dass ein ausweichendes Luftfahrzeug seinen Flugweg in der Regel immer nach (in Flugrichtung) rechts ändert.
Die Ausweichregeln gelten sowohl für Flüge nach Instrumenten- als auch Sichtflug-Regeln und werden international im ICAO Annex 2 definiert. In Deutschland waren sie bis zum Inkrafttreten der Neubekanntmachung der Luftverkehrsordnung (LuftVO) in § 13 LuftVO a.F., sowie je nach Luftfahrzeugtyp zusätzlich in Form einer entsprechenden Flugbetriebsordnung definiert.

## Grundregeln
- Einander entgegenkommende Luftfahrzeuge haben stets nach rechts auszuweichen.
- Wie im Straßenverkehr gilt auch in der Luftfahrt eine „Rechts-vor-Links“-Regel: Kreuzen sich in etwa gleicher Höhe die Flugrichtungen zweier Luftfahrzeuge, so hat das von links kommende auszuweichen.
Dieser Tatsache trägt auch die Farbgebung der Positionslichter der Luftfahrzeuge Rechnung, welche Rechts Grün, Links Rot und Hinten Weiß sind. Dadurch wird kreuzendem Verkehr von Rechts durch das Grüne Licht das Vorflugrecht und von Links durch das Rote Licht entsprechend kein Vorflugrecht signalisiert.
  - Ausnahme: Das wendigere Luftfahrzeug hat grundsätzlich dem weniger wendigen auszuweichen. Die LuftVO definiert in diesem Zusammenhang die folgende Rangordnung nach Gerätetyp:
    - Motorgetriebene Luftfahrzeuge, welche schwerer als Luft sind (am wendigsten)
    - Luftschiffe
    - Segelflugzeuge, Hängegleiter, Gleitsegel
    - Ballone (am wenigsten wendig)
- Überholende Luftfahrzeuge haben rechts am Überholten vorbeizufliegen. Als Überholen ist eine Annäherung von hinten in einem Winkel kleiner 70° definiert.[2][3] Hierbei sind nur die weißen, aber nicht die grünen oder roten Positionslichter des zu überholenden Luftfahrzeugs zu sehen.

Einander entgegenkommende Luftfahrzeuge haben stets nach rechts auszuweichen.
Von links kommende Luftfahrzeuge sind ausweichpflichtig.
Überholende Luftfahrzeuge haben rechts am Überholten vorbeizufliegen.

## Regeln beim Landen
- Landenden Luftfahrzeugen ist auszuweichen.
- Befinden sich mehrere Luftfahrzeuge im Landeanflug, hat das höher fliegende dem tiefer fliegenden auszuweichen. Ausnahme: Ein wendigeres Luftfahrzeug hat dem weniger wendigen auch bei der Landung immer auszuweichen.

## Spezielle Regeln für unmotorisierte Luftfahrzeuge
In Deutschland gelten nach § 21a Absatz 4 LuftVO für Fluggelände, die ausschließlich für den Betrieb von Luftsportgeräten vorgesehen sind, zusätzlich die Regeln der Flugbetriebsordnung (FBO) für Luftsportgeräte des für diese Geräteklasse zuständigen Beauftragten, also des Deutschen Hängegleiterverbandes (DHV). Für Segelflugzeuge gelten die vom Deutschen Aero Club (DAeC) in der Segelflugsport-Betriebs-Ordnung formulierten Regeln. Für die USA werden diese Regeln durch die FAA festgeschrieben.
Übliche Regeln sind:

Ausweichregel beim Fliegen im Hangaufwind (Soaring)

- Kommen sich gleichberechtigte Fluggeräte parallel zu einem Hang entgegen, so ist derjenige ausweichpflichtig, der den Hang zur linken Seite hat. Diese Regel ist besonders beim Soaring relevant.
- Das erste in einen Aufwind einsteigende Gerät gibt die Drehrichtung für das Thermikkreisen vor. Nachfolgende Piloten müssen in derselben Richtung kreisen.